# Kewanee (Illinois)
Kewanee je grad u američkoj saveznoj državi Ilinois. Prema popisu stanovništva iz 2010. u njemu je živjelo 12.916 stanovnika.